# Quadrophenia (banda sonora)
Quadrophenia es la banda sonora de la película homónima, publicada por la compañía discográfica Polydor Records en octubre de 1979. El álbum fue dedicado a Peter Meaden, primer representante de The Who, que falleció un año antes del lanzamiento del álbum.
El álbum incluyó diez de las diecisiete canciones de la ópera rock Quadrophenia, dado que no todas fueron utilizadas en el largometraje. Además, incluyó diferentes mezclas de las que aparecieron en el álbum de 1973, ya que fueron remezcladas por John Entwistle en 1979. La diferencia más notable es en «The Real Me», usada en la primera secuencia del largometraje, que incluye una pista de bajo diferente, una voz más prominente y un fin alternativo. Gran parte de los temas también están acortados. La banda sonora incluyó también tres temas de The Who que no aparecieron en el álbum de 1973: «Four Faces», «Get Out and Stay Out» y «Joker Games». Las dos últimas marcaron la primera aparición de Kenney Jones en un disco de The Who después de tomar el relevo de Keith Moon a raíz de su fallecimiento. Quadrophenia alcanzó el puesto 23 en la lista británica UK Albums Chart y el 43 en la estadounidense Billboard 200.
Una versión del álbum publicada en disco compacto en 1993 y titulada Songs from Quadrophenia incluyó solo las canciones interpretadas por The High Numbers y The Who. El álbum mantuvo el mismo orden de las canciones y comenzó por los dos temas interpretados por The High Numbers. La versión publicada en 2000, con el título de Music from the Soundtrack of the Who Film Quadrophenia, restauró la lista original de canciones y añadió el tema «I'm the Face».
Si bien, la película no muestra canciones como Sea and Sand y Drowned, si suenan "Cut My Hair", la parte instrumental de Love Reign O'er Me en "Quadrophenia" e "Is It In My Head?", que al final no fueron agregadas a la banda sonora.

## Lista de canciones
Todas las canciones interpretadas por The Who excepto donde se anota.
Cara A
1. "I Am the Sea" – 2:03
2. "The Real Me" – 3:28
3. "I'm One" – 2:40
4. "5.15" – 4:50
5. "Love, Reign o'er Me" – 5:11

Cara B
1. "Bell Boy" – 4:55
2. "I've Had Enough" – 6:11
3. "Helpless Dancer" – 0:22
4. "Doctor Jimmy" – 7:31

Cara C
1. "Zoot Suit" (The High Numbers) – 2:00
2. "Hi-Heel Sneakers" (Cross Section) – 2:46
3. "Get Out and Stay Out" – 2:26
4. "Four Faces" – 3:20
5. "Joker James" – 3:13
6. "The Punk and the Godfather" – 5:21

Cara D
1. "Night Train" (James Brown) – 3:38
2. "Louie Louie" (The Kingsmen) – 2:41
3. "Green Onions" (Booker T. & the M.G.'s) – 2:46
4. "Rhythm of the Rain" (The Cascades) – 2:28
5. "He's So Fine" (The Chiffons) – 1:52
6. "Be My Baby" (The Ronettes) – 2:30
7. "Da Doo Ron Ron" (The Crystals) – 2:09

## Diferencias entre el álbum y la banda sonora
Existen ciertas diferencias entre las mezclas de las canciones presentadas en el álbum, e incluso se realizaron nuevas tomas para ciertos instrumentos, ya que esta fue remezclada por John Entwistle
| Título                     | Diferencias |
| -------------------------- | --- |
| I Am The Sea               | No existen diferencias en la mezcla particulares, a excepción de que la parte donde se canta "Can you see the real me? Can you? Can you?" forma parte en el tracklist de The Real Me. |
| The Real Me                | La pista incluye una pista de bajo diferente por Entwistle, una voz más prominente y un fin alternativo, más definido que en la versión original. |
| I'm One                    | Versión totalmente diferente, dónde los sintetizadores son eliminados y remplazados por un piano tocado por el músico Chris Stainton, la guitarra eléctrica de Townshend está mucho más baja en nueva la mezcla. |
| 5:15                       | La introducción sonora fue removida, la guitarra eléctrica y el piano (de nuevo tocado por Stainton) fueron regrabadas. |
| Love, Reign o'er Me        | La canción dura aproximadamente 40 segundos menos, pues se desvanece a los 5:09 minutos, el efecto de lluvia fue totalmente eliminado de la mezcla, incluye una voz más prominente, también acerca del minuto 1:00 se puede escuchar una flauta que no aparece en la versión del álbum y fue probablemente grabada para esta versión, además una nueva sección de cuerdas y metales fue grabada por el bajista John Entwistle. |
| Bell Boy                   | El bajo resulta más prominente, al igual que las vocales de apoyo, la guitarra rítmica acústica se encuentra más baja en la mezcla de Entwistle, mientras que los sintetizadores se escuchan más claros. Además, John sobregrabó partes de bajo en el coro. |
| I've Had Enough            | El piano fue mezclado más bajo, la guitarra acústica y el bajo, por lo contrario, se escuchan mejor y un conjunto de cuerdas fueron grabadas para la canción, además el sintetizador se escucha más claro. |
| Helpless Dancer            | Solo 22 segundos de la canción son incluidos en la banda sonora, un extracto de la parte final donde Roger Daltrey canta "You stop dancing". |
| Doctor Jimmy               | La introducción con sonidos ambientales del viento y la lluvia fueron eliminadas por completo, por lo que le resta 31 segundos a esta versión, los sintetizadores se escuchan en un levemente mayor nivel, al igual que el completamente elevado bajo eléctrico. El tema se desvanece antes de tener un verdadero final propio.                                                                                                |
| Get Out and Stay Out       | No incluida en el álbum original. |
| Four Faces                 | No incluida en el álbum original. |
| Joker James                | No incluida en el álbum original. |
| The Punk and The Godfather | El cambio más notable es el prominente bajo, que al igual que en The Real Me fue regrabado, además se encuentra una introducción de batería no presente en la versión original, extraído directamente de Bell Boy. La guitarra de apoyo y la acústica se escuchan mucho más claras, mientras que los sintetizadores fueron enterrados en la mezcla.                                                                            |